# Saint-Paul, Vosges
Saint-Paul là một xã thuộc tỉnh Vosges trong vùng Grand Est miền đông bắc nước Pháp.